# Конференция южного христианского руководства
Конференция южного христианского руководства или Конференция христианских лидеров Юга (англ. Southern Christian Leadership Conference — SCLC) — правозащитная организация, сыгравшая значительную роль в движении за гражданские права чернокожих в США. Основана в 1957 году в городе Атланта (штат Джорджия). Организация действовала под руководством известного проповедника и общественного деятеля Мартина Лютера Кинга-младшего, и практика её борьбы, включавшая демонстрации и акты гражданского неповиновения, отражала его приверженность ненасильственным методам борьбы.
В 1963 году организация начала кампанию за десегрегацию ресторанов, гостиниц и универсальных магазинов в городе Бирмингеме (штат Алабама). В том же 1963 году она организовала марш на Вашингтон, в котором приняло участие около 250 тысяч человек. Конференция также провела ряд кампаний за регистрацию чернокожих избирателей в южных штатах (такая акция в городе Сельма (Алабама) в 1965 году привела к столкновениям с местной полицией и привлекла внимание общественности всей страны). К середине 1960-х годов значительную роль в борьбе за гражданские права стали играть более воинственные группы, такие как «Чёрные пантеры»; влияние Конференции на движение заметно снизилось и практически сошло на нет после убийства Кинга в 1968 году.

## Известные члены
Самым известным членом SCLC был Мартин Лютер Кинг-младший, который был президентом и председательствовал в организации, пока он не был убит 4 апреля 1968 года. Среди других видных членов организации были Джозеф Лоури, Ральф Абернати, Элла Бейкер, Джеймс Бэвел, Диана Нэш, Дороти Коттон, Джеймс Оранж, Ко Симпкинс-старший, Чарльз Кензи Стил, Кристиан Вивиан, Фред Шаттлсворт, Эндрю Янг, Осия Уильямс, Джесси Джексон, Уолтер Э. Фаунтрой, Клод Янг, Септима Кларк, Мартин Лютер Кинг III, У. Харрис, Майя Анджелоу и Голден Фринкс.

## Президенты
- 1957—1968 годы — Мартин Лютер Кинг
- 1968—1977 годы — Ральф Абернати[англ.]
- 1977—1997 годы — Джозеф Лоуэри
- 1997—2004 годы — Мартин Лютер Кинг III
- 2004 год — Фред Шаттлсворт[англ.]
- 2004—2009 годы — Чарльз Стил-младший
- 2009—2011 годы — Говард Криси-младший
- 2012—н. в. — Чарльз Стил-младший